# 磷脂絲胺酸
磷脂絲胺酸（英語：Phosphatidylserine，缩写为“Ptd-L-Ser”或“PS”），代謝後成為腦磷脂（Phosphatidylethanolamine，PE），是一種磷脂。它也是神經細胞細胞膜组成成分，可活化蛋白激酶C（protein kinase C，PKC）。磷脂絲胺酸在翻轉酶的幫助下，可移动并定位於細胞膜的內侧。它在細胞週期信號傳導，特別是與細胞凋亡的關係中發揮關鍵作用。

## 结构
磷脂絲胺酸是磷脂（更具體地是甘油磷脂）。它由通過酯鍵連接到甘油的第一和第二个碳原子的兩個脂肪酸，和通過磷酸二酯鍵連接到甘油的第三个碳原子的絲氨酸所組成。
來自植物的磷脂絲胺酸和來自動物的磷脂絲胺酸在脂肪酸組成上不同。

## 生物学功能

### 细胞信號
磷脂絲胺酸通過翻轉酶有效地保持面向細胞膜的胞質（內）側。 然而，當細胞經歷凋亡時，磷脂絲胺酸不再受限於通過翻轉酶的胞質側。相反，scramblase催化兩側之間磷脂絲胺酸的快速交換。當磷脂絲胺酸翻轉到細胞的胞外（外）表面時，它們充當巨噬細胞吞噬細胞的信號。

### 凝血
在血小板上，與凝血機制的啟動有關。

## 飲食來源
这种脂质存在於魚、綠色蔬菜、黃豆及大米中。

## 外部連結
- （英文）DrugBank info page （页面存档备份，存于）
- （英文）FDA Qualified Health Claim Phosphatidylserine and Cognitive Dysfunction and Dementia （页面存档备份，存于）
- （英文）醫學主題詞表（MeSH）：Phosphatidylserines